# 哨音

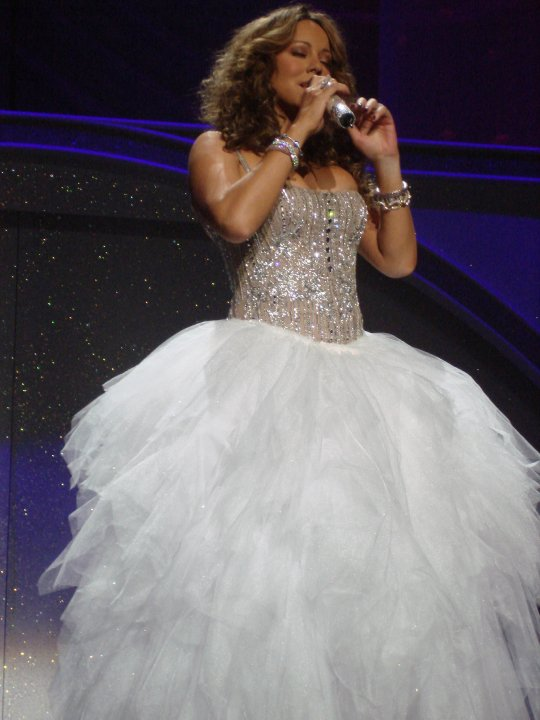
美國女歌手瑪麗亞·凱莉以在她的音樂作品中廣泛使用哨音技巧聞名。

哨音（英語：Whistle register），在流行音乐又俗称海豚音，並非天然的發聲方法，可以透過後天訓練做到，發聲原理與俗稱的頭聲和假声不同。其名稱源於聲音如哨子聲般尖銳而響亮，而發聲方法和一般聲樂中的M1-常態帶聲不同。
哨音是人声最高的声区，位于模式声和假声之上。
在部分女高音中，模式声的发声可能会延伸到通常认为的哨音声区。

## 生理原理与定義
哨音音域是最高的发声态区域，对大多数歌手来说始于女高音的“高D”（D6或1174.6 Hz），延伸大约八度（到D7或2349.3 Hz）。它只使用声带后部。哨音声区的下部可能与模式声、假声的上部重叠，歌手于是可以用不同方式发音；不过最常用于D6以上的音高。有一些罕见的声部（voice）可以将哨音声区延伸到上述范围之外，例如大多数歌剧花腔女高音可以唱到“高”F，而不进入哨音声区。
哨音的產生方法，目前亦未有一套很完整的理論，但有研究察覺到藉著聲帶中間的空隙、即聲門中的前端空間部份產生振動時，會較容易產生高頻率的聲音。另外亦幾乎肯定當喉內在肌中的外環杓肌有活動、而後環杓肌並不活動時，在杓狀軟骨間會形成了一個三角形的空間，此時聲帶突會互相接觸，而杓狀軟骨的基座 (Apex) 後方卻沒有互相接觸，這種特殊的狀況，不但沒有讓聲帶伸展，更會遠離聲帶突。在這個狀況下，也較容易產生哨音。

## 流行文化
使用哨音的歌曲或歌手通常都以非常高或寬廣的音域著稱，例如：
歌曲
- 科幻電影第五元素的插曲女神之舞
- 美妮·麗柏頓的歌曲Loving You

歌手
- 维塔斯
- 瑪麗亞·凱莉

## 外部連結
- 有關哨音的細節
- Adam Lopez - Highest Vocal Note- Guinness World Record（页面存档备份，存于） 健力士世界紀錄最高音男性紀錄保持者 Adam Lopez 示範唱出比鋼琴最高音還要高半個音的超高音
- Whistle Register - Best Live Notes（页面存档备份，存于） 西方歌手哨音參閱影片